# Juan Rodríguez Ballesteros
Juan Rodríguez Ballesteros (* 1738 in Alcalá de Guadaíra bei Sevilla, Spanien; † 17. Februar 1818 in Lima, Peru) war ein spanischer Richter und Kolonialbeamter in Südamerika. Für einige Wochen herrschte er 1808 interimsweise als Gouverneur von Chile.

## Leben
Er kam vermutlich nach 1775 in die Neue Welt, da in diesem Jahr sein Sohn José in Madrid zur Welt kam. Sein Vater wurde königlicher Staatsanwalt am obersten Gerichtshof in Santiago de Chile (der Real Audiencia von Chile). Juan folgte ihm in dieses Amt. Er wurde 1795 nach Lima an die dortige Real Audiencia berufen und kehrte im September 1806 nach Santiago zurück und übernahm die Leitung dort.
Als im Februar 1808 der Gouverneur Luis Muñoz de Guzmán starb, ging das Amt auf den ranghöchsten Offizier der Spanier über: Francisco Antonio García Carrasco, den Leiter des Ingenieurskorps im Range eines Brigadiers, der allerdings zu der Zeit im Süden des Landes mit seinem Sekretär Juan Martínez de Rozas die Befestigungsanlagen inspizierte. Bis die Nachricht vom Tode Muñoz’ García erreichte, dieser seine Pflichten erfüllt hatte und nach Santiago kommen konnte, übernahm Rodríguez interimistisch die Amtsgeschäfte, die er am 22. April 1808 an García Carrasco übergab.
Juan Rodríguez Ballesteros blieb auch nach dem Sturz seines Nachfolgers und der Wahl einer Regierungsjunta ein Unterstützer der royalistischen Sache in Chile. Die Verfechter der Unabhängigkeit sahen in ihm und der Real Audiencia wesentliche Stützpfeiler der spanischen Macht. Als im April 1810 Tomás de Figueroa einen royalistischen Putsch unternahm und scheiterte, löste die Junta unter Fernando Márquez de la Plata die Real Audiencia als obersten Gerichtshof Chiles ab. Als Grund wurde die vermeintliche Unterstützung der Verschwörer angegeben – ungeachtet möglicher Sympathien hatten die Richter der Real Audiencia allerdings nur zugesagt, die Forderungen der Figueroa-Putschisten bei der Junta vorzutragen.
Am 24. April 1811 wurde Rodríguez Ballesteros als Vorsitzender der Audiencia abgelöst und erhielt freies Geleit nach Lima. Dort konnte er den Vizekönig José Fernando Abascál y Sousa überzeugen, eine Expedition nach Chile zu entsenden, um den fortschreitenden Unabhängigkeitsbestrebungen des Landes Einhalt zu gebieten – dies mündete im chilenischen Unabhängigkeitskrieg. Rodríguez kehrte zunächst nach Chile zurück und lebte eine Zeit lang im Ruhestand in Melipilla, später in Lima, wo er 1818 im Alter von 80 Jahren starb.
Sein Sohn José schlug als Unteroffizier eine Armeelaufbahn ein und kämpfte bis zur Morte a Guerra auf Seiten der Royalisten. Nach der Niederlage der letzten Widerstandskräfte auf Chiloé lebte er in Santiago.